# Irène Tharin
Pour les articles homonymes, voir Tharin.
Irène Tharin, née Adami le 18 juillet 1938 à Audincourt (Doubs) et morte le 7 août 2016 à Seloncourt,, est une femme politique française, députée du Doubs et maire de Seloncourt.

## Biographie

### Origines et vie familiale
Fille d'Italiens ayant émigré en France car eux étaient communistes, elle est, de son union avec le chef d'entreprise Bernard Tharin, la mère d'Annie Genevard, née Tharin à Audincourt, femme politique de la sensibilité de sa mère, députée de la cinquième circonscription du Doubs, maire de Morteau et ministre de l'Agriculture, de la Forêt et de la Souveraineté alimentaire, et qui a épousé le pharmacien Dominique Genevard, fils de Christian Genevard, également pharmacien, homme politique notamment député de la troisième circonscription du Doubs.

### Députée du Doubs
Irène Tharin est députée de la quatrième circonscription du Doubs, au sein du groupe UMP, durant la XIIe législature.

### Élections législatives de 2007
Irène Tharin est battue au second tour des élections législatives de 2007, face à Pierre Moscovici (elle avait obtenu au premier tour 41,35 % des voix, se plaçant en première position).

## Mandats
- 14/03/1983 - 19/03/1989 : adjointe au maire de Seloncourt (Doubs)
- 20/03/1989 - 18/06/1995 : membre du conseil municipal de Seloncourt (Doubs)
- 20/03/1989 - 26/11/1993 : adjointe au maire de Seloncourt (Doubs)
- 27/11/1993 - 18/06/1995 : maire de Seloncourt (Doubs)
- 19/06/1995 - 18/03/2001 : maire de Seloncourt (Doubs)
- 16/06/2002 - 17/06/2007 : députée de la 4e circonscription du Doubs
- 19/03/2001 - 25/06/2015 : maire de Seloncourt (Doubs).